# Colt M1892

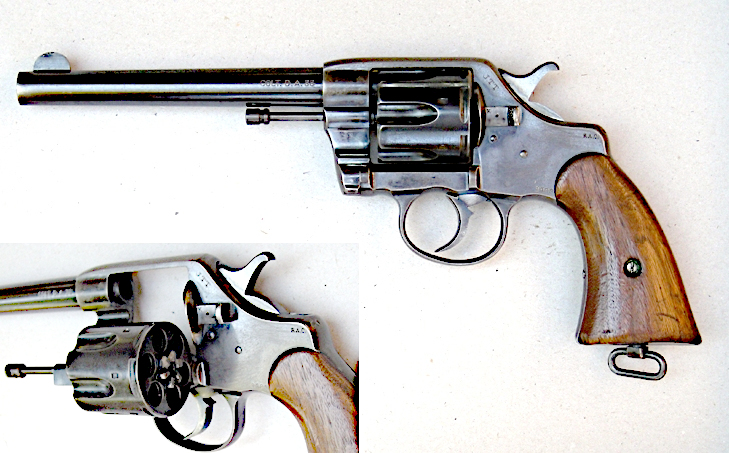
Um Colt M1892 Army & Navy cal .38
e seu cilindro que abre pela lateral

O Colt M1892 Army & Navy foi o primeiro revólver a percussão de uso geral nos calibres .38 Long Colt e .41 Long Colt, com cilindro que abria pela lateral com capacidade de seis disparos, de ação dupla produzido pela Colt's Manufacturing Company entre 1892 e 1908.
Em 1892, esse modelo foi adotado pelo Exército no calibre .38 Long Colt, e recebeu a denominação de "New Army and Navy". As experiências iniciais com a arma, levaram os oficiais a solicitar algumas melhorias. Isso fez com que o processo de evolução se tornasse contínuo, resultando nos modelos: 1892, 1894, 1896, 1901, e 1903 para o Exército; assim como o 1895 para a Marinha e o 1905 para os Fuzileiros Navais.